# Villanueva de las Peras
Villanueva de las Peras község Spanyolországban,  Zamora tartományban. Villanueva de las Peras Ferreras de Abajo községgel határos. Lakosainak száma 89 fő (2024).

## Népesség
A település népessége az utóbbi években az alábbiak szerint változott:
| Lakosok száma | 191  | 167  | 147  | 131  | 116  | 90   | 83   | 78   | 86   | 89   |
|               | 2001 | 2004 | 2007 | 2009 | 2012 | 2014 | 2017 | 2019 | 2022 | 2024 |